# 凯文·杨
凯文·杨（Kevin Young，1970年11月8日—），非裔美国诗人。凯文·扬自称自己的诗受到蓝斯顿·休斯、约翰·贝里曼和艾米丽·狄金森，以及美国新表现主义艺术家尚·米榭·巴斯奇亞的影响。同为非裔美国诗人的露西里·克列夫顿评价他：“这位诗人讲故事的天才，以及他对于口头语言传统中内藏的音乐性的理解，为我们重新塑造了一个强烈的，真实的，而且美国的内在历史。”

## 簡歷
凯文·扬于1970年生于美国内布拉斯加州的林肯郡，1992年毕业于哈佛大学。在哈佛，他参加了Lucie Brock-Broido和Seamus Heaney的诗歌写作坊。1992至1994两年间在斯坦福大学斯蒂格那写作班学习。1996年获得布朗大学的艺术硕士学位。
凯文·扬童年生活漂泊不定，十岁以前曾在六个不同的地方生活过。十三岁初涉诗歌，很快就表现出过人的天赋。18岁出版诗集《Most Way Home》，25岁出版有关巴斯奎特生平的著作《To Repel Ghosts:The Remix》，其他作品如《Jelly Roll》、《Black Maria》、《For The Confederate Dead》和《Dear Darkness》，都在美国文坛上有不俗的表现。近年来所获荣誉包括佩特森（Patterson）诗歌奖（2007）、奎爾獎（Quill Award，2007）以及美國藝術家協會颁发的會士獎（2009）等等。